# Guido Cavalcanti
Guido Cavalcanti (* um 1255 in Florenz; † 1300 ebenda) war ein italienischer Dichter.

Rime di Guido Cavalcanti, 1813

## Leben und Werk
Guido Cavalcanti wurde um 1255 in Florenz als Sohn einer reichen Familie von Kaufleuten geboren. Sein Vater Cavalcante de’ Cavalcanti – den Dante in seinem Inferno im 6. Höllenstrafkreis der Epikureer und Häretiker darstellt – gehörte zur Partei der Guelfen und ging nach dem Sieg der Ghibellinen 1260 nach Lucca ins Exil. 1266 kehrte der Vater wieder nach Florenz zurück und verheiratete seinen Sohn Guido 1267 mit Beatrice aus der ghibellinischen Familie der Farinata degli Uberti.
Guido Cavalcanti nahm seit den 80er-Jahren regen Anteil an den politischen Zwistigkeiten in Florenz und vertrat dabei, wie sein Vater, die Interessen der Guelfen und ihrer 'weißen' Fraktion. 1284 gehörte er – gemeinsam mit Dino Compagni und Brunetto Latini – dem Rat der Kommune an, 1294 wurde er vorübergehend mit einem Verbot politischer Betätigung belegt, und im Juni 1300 wurde er vom Priorat, dem auch sein Freund Dante angehörte, zusammen mit anderen führenden Vertretern der Weißen und der Schwarzen aus Florenz verbannt. Im Exil in Sarzana erkrankte er, mutmaßlich an Malaria, und als im selben Jahr das Verbannungsurteil aufgehoben wurde, kehrte er schwer erkrankt nach Florenz zurück, wo er im August verstarb.
Als Dichter zählt Guido Cavalcanti mit Dante, Dino Frescobaldi und Cino da Pistoia zu den Hauptvertretern der Stilrichtung des Dolce stil novo. Von ihm sind 53 Gedichte (Sonette, Kanzonen und Balladen) erhalten, die die aus der okzitanischen Trobadordichtung übernommene höfische Liebeskonzeption zu einer mit naturphilosophischen und medizinischen Inhalten überformten Doktrin von der schicksalhaften Macht der Liebe ausbauen, die hierbei von Cavalcanti stärker als von seinen Mitstreitern mit einer pessimistischen Grundhaltung in ihren pathologischen und destruktiven Merkmalen betont wird. Sein bekanntestes Werk ist die Kanzone Donna mi prega, die schon von Dino del Garbo mit einem lateinischen Kommentar versehen wurde und bis heute als eines der wichtigsten Dokumente für die Amordoktrin im italienischen Duecento gilt.
Mit ihrer gesuchten sprachlichen und rhetorischen Schwierigkeit sind die Gedichte Cavalcantis ausdrücklich nicht auf Breitenwirkung, sondern auf die Rezeption in einer Elite von gleichgesinnten Dichtern und Gelehrten angelegt. Seine Dichtung hat nachhaltig nicht nur auf Dante (der ihm die Vita nova widmete und ihn als den Primus unter den „famosi trovatori“ rühmte) und andere Dichter seiner Zeit, sondern auch noch auf Petrarca und Marsilio Ficino gewirkt.

## Ausgaben
- Sämtliche Gedichte. = Tutte le rime (= Italienische Bibliothek. Bd. 5). Übertragen und herausgegeben von Tobias Eisermann und Wolfdietrich Kopelke. Narr, Tübingen 1990, ISBN 3-8233-4054-9.
- Le Rime. = Die Gedichte. Italienisch – deutsch. Nach einer Interlinearübersetzung von Geraldine Gabor in deutsche Reime gebracht von Ernst-Jürgen Dreyer. Mit Anmerkungen von Geraldine Gabor. Dieterich’sche Verlagsbuchhandlung, Mainz 1991, ISBN 3-87162-009-2.

## Moderne Vertonungen
Cord Meijering vertonte ein Gedicht von Cavalcanti („Tu m’hai sì piena di dolor la mente...“) 1997 als Duo für Flöte und Klarinette.